# Mops niangarae
Mops niangarae é uma espécie de morcego da família Molossidae. Pode ser encontrada na República Democrática do Congo.